# Planetariul din Suceava
Planetariul și Observatorul Astronomic din Suceava este un muzeu științific destinat proiectării cerului, a sistemului solar, a planetelor vizibile, a sateliților, etc. A fost inaugurat în anul 1982, fiind al treilea planetariu din țară în ordinea deschiderii și cel mai mare din țară în ceea ce privește capacitatea sălii și diametrul cupolei. Planetariul din Suceava se află situat pe strada Universității nr. 13A, în cartierul Areni.

## Istoric
Clădirea în care funcționează Planetariul și Observatorul Astronomic din Suceava a fost construită în perioada 1981–1982, în cartierul Areni, în imediata vecinătate a Universității „Ștefan cel Mare”.
Edificiul are o linie arhitecturală modernă, specifică destinației, fiind ridicat cu fonduri din buget alocate de Consiliul Popular Județean. Un rol hotărâtor în apariția Planetariului îl are profesorul Alexandru Toma, cel care reușește să convingă oficialitățile vremii să aloce fonduri pentru construcția unui astfel de obiectiv, apelând la motivația educării ateist-științifice a tineretului. În urma unui concurs de proiecte, arhitectul Călin Irimescu oferă o viziune inedită și novatoare, care este preferată pentru construirea acestui obiectiv.
Planetariul este inaugurat în anul 1982, fiind al treilea obiectiv de acest tip din România. De-a lungul timpului în acest spațiu se desfășoară atât observații astronomice propriu-zise, cât și acțiuni cultural-educative specifice: spectacole de planetariu, în cadrul cărora poate fi urmărită mișcarea diurnă a stelelor și planetelor; proiecții cu ajutorul celestatului, prin intermediul cărora se poate observa imaginea soarelui, cu petele solare; cercuri de astronomie, cu participarea unui număr însemnat de elevi; expuneri, simpozioane, mese rotunde, având ca subiect principal structura universului. De asemenea, spațiul funcționează și ca muzeu științific în cadrul Muzeului Județean Suceava (devenit ulterior Muzeul Național al Bucovinei).
În 1984 aici se desfășoară lucrările celei de-a VII-a Consfătuiri a Comisiei pe probleme de fizică și evoluția stelelor, având ca organizatori academiile tuturor țărilor Europei de Est. În 1986 regizorul Ion Bostan realizează filmul „Sub cupola Planetariului” surprinzând aspecte din activitatea Planetariului din Suceava. La 1 februarie 1989 cosmonautul român Dumitru Prunariu ține un discurs unui numeros public despre zborul său în spațiu. La 17 iunie 1994 astronautul american Charles Duke vizitează Planetariul din Suceava, oferind filmul realizat de el pe suprafața Lunii în timpul misiunii Apollo 16. În anul 1998 se desfășoară lucrările Simpozionului Național „Planetariul la sfârșit de mileniu”. În august 1999 se constituie Comitetul Interdisciplinar „Eclipsa 99” și se realizează un film pe această temă împreună cu televiziunea locală. În 17–18 octombrie 2002 au loc în incinta Planetariului lucrările omagiale ale Simpozionului „20 de ani de activitate muzeistică la Planetariul Suceava”, cu participarea muzeografilor și specialiștilor de la planetariile din țară precum și a directorului Institutului Astronomic al Academiei Române, dr. Magda Stavinschi. La data de 8 mai 2007 Pierre Rabhi, inițiatorul „Mișcării pentru Terra și Umanism”, susține o conferință despre fenomenul de transformare a terenurilor în deșert și despre sănătatea Pământului în mileniul al treilea.
În anul 2008 Planetariul este cedat de Muzeul Național al Bucovinei, fiind preluat de Catedra de Geografie a Facultății de Istorie și Geografie din cadrul Universității „Ștefan cel Mare” Suceava. Destinația inițială a Planetariului se păstrează, funcționând în continuare atât ca muzeu, cât și ca obiectiv de învățământ. Trecerea în administrarea universității este marcată de reamenajarea spațiului expozițional după standardele muzeistice internaționale.

## Dotări

Terasa și cupola planetariului

În sala Planetariu, de formă circulară, cu o capacitate de 80 de locuri, este montat un proiector complex top ZKP 2, cu ajutorul căruia se pot proiecta Soarele, Luna, planetele și aproximativ 6.000 de stele vizibile cu ochiul liber pe cerul boreal și austral. Proiectoare auxiliare redau imaginea dinamică a sistemului solar, planeta Jupiter cu sateliții galileeni, evoluția cometei Donati, fenomenul „stelelor căzătoare” și mișcarea unui satelit artificial.
La etaj se află o Mediatecă, o sală cu o capacitate de 100 de locuri, dotată cu aparatură audio-video, unde se organizează simpozioane, conferințe, sesiuni de comunicări științifice și se oferă publicului vizitator video-documentare.
Terasa și cupola mobilă sunt folosite pentru observații astronomice cu luneta (x120) și telescopul de tip cassegrain (x375). Se pot observa petele solare, relieful lunar, Jupiter cu sateliții galileeni, inelele lui Saturn, roiuri de stele, nebuloase galactice și fenomene astrologice (eclipse, oculații etc.).
Planetariul dispune de un fond documentar care cuprinde cărți și periodice de specialitate, precum și o donație de carte făcută de conf. dr. Elvira Botez.
În spațiul expozițional de la parter sunt prezentate cele mai noi fotografii și imagini din Univers, istoria în date și imagini a observatoarelor și instrumentelor astronomice din vechime și până la cele previzionate a se construi. Acestea sunt expuse pe panouri iluminate, impresionante pentru publicul vizitator prin mărime și acuratețe. Ele sunt grupate în expoziții permanente, deschise vizitării de către public: „Pagini din istoria astronomiei românești”, „Observatoare și instrumentele astronomice din lume”, „Primul sistem solar”, „Dincolo de Calea Lactee”. Aici se află și un pendul panoramic, utilizat în cercetarea fenomenelor de gravitație, realizat după proiectul laureatului Nobel, Maurice Allais.
Un element de unicitate care diferențiază Planetariul din Suceava de alte planetarii din lume este pictura realizată de artistul Mircea Hrișcă, reprezentând orizontul orașului Suceava. Această lucrare reprezintă un document despre vechea arhitectură, reconstituind repere citadine de acum 30 de ani.